# Specjał
PPHU „Specjał” sp. z o.o. – polskie przedsiębiorstwo z siedzibą w Warszawie, stanowiące Grupę Kapitałową „Specjał”, w której skład wchodzą spółki zajmujące się sprzedażą hurtową i detaliczną oraz działalnością ochroniarską. 
Głowną działalnością jednostki dominującej jest handel hurtowy. Ponadto, w ramach grupy funkcjonują między innymi sieci sklepów PSH Nasz Sklep S.A. oraz PSH Livio S.A. Sklepy prowadzone są zarówno w formacie franczyzowym, jak i jako sklepy własne. W roku 2023 liczba placówek prowadzonych w ramach sieci Nasz Sklep przekroczyła 5000, natomiast w ramach sieci Livio 4000. Na początku roku 2024 we wszystkich sieciach zrzeszonych było około 14 000 sklepów.

## Historia
Przedsiębiorstwo w 1990 r. z inicjatywy Krzysztofa Tokarza, obecnego Prezesa Zarządu oraz głównego udziałowca spółki. W roku 1997 Specjał wygrał przetarg na zakup Przedsiębiorstwa Zaopatrzenia Lecznictwa „Cezal”. W latach 1999 i 2004 uruchomiono 2 hurtownie medyczne. W roku 2000 uruchomiona została sieć sklepów „Nasz Sklep”. W kolejnych latach Grupa prowadziła działalność akwizycyjną, nabywając większościowe pakiety udziałów w LD Holding, Rabat Detal oraz sieci sklepów Aligator. 31 stycznia 2025 GK Specjał sfinalizowała przejęcie sieci sklepów SPAR.